# Яшоварман II
Яшоварман II (гінді यशोवर्मन् द्वितीय; д/н — 1166) — магараджахіраджа Джеджа-Бхукті близько 1165—1166 роках. Згадується лише в Батешварському написі.

## Життєпис
Походив з династії Чандела. Син Мадана-вармана. Посів трон 1165 року. В написі описується як «прикраса великих правителів, що викликає радість у народу». Дослідники вважають, що його панування було коротким та без значних подій, наслідком чого стало відсутність якихось додаткових написів. Разом з тим висувається теорія, що Яшоварман II співолодарем батька й помер раніше того, або в один рік з ним. Наступним магараджахіраджею став син Яшоварман II — Парамарді.